# Heinrich Ahrens
Heinrich Ahrens (Kniestedt, 14 de julio de 1808-Salzgitter, 2 de agosto de 1874) fue un filósofo, jurisconsulto y político alemán.

## Biografía
Nació en Kniestedt (Hannover) el 14 de julio de 1808. Estudiante precoz de filosofía, se formó en Wolfenbuttel y Gotinga. Miembro de la escuela creada en torno a Krause, fue Ahrens uno de los más brillantes intérpretes de las doctrinas del maestro y uno los propagandistas de la filosofía krausista durante el segundo tercio del siglo XIX y llevada a España por Julián Sanz del Río y aplicada por sus discípulos, entre los que cabe mencionar a Nicolás Salmerón, Giner de los Ríos y tantos otros.
Pero Ahrens, además de la filosofía, estuvo interesado por la jurisprudencia y la aplicación política de ambas, hasta el punto de que fue relacionado con los movimientos políticos en la Alemania de 1831, lo que le llevaría, a los veinticuatro años de edad, a establecerse en París y aplicarse en el estudio del idioma francés, que empleó para escribir artículos de filosofía y de derecho en varias publicaciones de Francia, en especial en La Revista enciclopédica. Así mismo, en 1836 organizó un curso gratuito de filosofía, cuyas lecciones aparecieron impresas un año después con el título Curso de Psicología.
A pesar de su reputación en la prensa científica de Francia y su curso de psicología, no llegó ésta a su apogeo hasta que en 1838 publicó en París sus lecciones de Derecho natural o Filosofía del derecho, que le situó en el puesto que ocupa entre los filósofos contemporáneos. De ella se hicieron en París tres ediciones seguidas, en Bruselas apareció la cuarta en 1853, y en 1870 se publicó la sexta en Viena. En 1839 aceptó la cátedra de filosofía, que le fue ofrecida en Bruselas, y que desempeñó durante nueve años. En 1848 su ciudad natal le eligió diputado para el Parlamento en Fráncfort, donde fue elegido miembro de la Comisión Constitucional e hizo causa común con los diputados "hannoverianos", con los que llegaría a retirarse del Parlamento.
En adelante y hasta su muerte, Ahrens consagró su actividad a sus trabajos profesionales y a sus estudios filosóficos. Además de las obras mencionadas, publicó en este último periodo de su vida: La ciencia política fundada sobre la filosofía y la antropología, Enciclopedia del derecho y de la ciencia política fundada sobre la filosofía moral, Falsas tendencias del moderno espíritu alemán y Reforma necesaria de la instrucción pública (obra que apareció reimpresa en Praga en el año 1873). Falleció en Salzgitter el 2 de agosto de 1874.

## Otras obras
- Cours de droit naturel. París 1839
- Organische Staatslehre auf philosophisch-anthropologischer Grundlage. Viena 1850, su obra maestra inacabada
- Fichte's politische Lehre in ihrer wissenschaftlichen, culturgeschichtlichen und allgemeinen nationalen Bedeutung : Festrede zur Fichtefeier an der Universität Leipzig. Veit, Leipzig 1862 (en línea en Univ. y Biblioteca de Duseldorf)
- Das Naturrecht oder die Rechtsphilosophie nach dem gegenwärtigen Zustand dieser Wissenschaft in Deutschland. 6.ª ed. Viena 1870-71 (2 vols.)
- Juristische Encyklopädie. Viena. 1855-57 (representación orgánica de derecho y ciencias políticas)
- De confoederatione Germanicae. Gotinga 1830 (habilitación)